# Шпак-малюк самоанський
Шпак-малю́к самоанський (Aplonis atrifusca) — вид горобцеподібних птахів родини шпакових (Sturnidae). Мешкає на острвах архіпелагу Самоа.

## Опис
Довжина птаха становить 25 см. Дослослі птахи мають темно-коричневе, металево-блискуче забарвлення. Дзьоб великий, міцний.

## Поширення і екологія
Самоанські шпаки-малюки мешкають на Самоа та на Американському Самоа. Вони живуть у вологих рівнинних тропічних лісах, в парках і на плантаціях. Живляться плодами і комахами. Гніздяться в дуплах впродовж всього року.